# Lista över kungshögar i Sverige
Denna lista tar upp stora gravhögar i Sverige, kungshögar med en diameter över 30 meter. 
| Hög | Diameter                                                                   | Källa                        | Socken                  | Datering | Bevarandestatus översikt |
| 1. Blekinge | 1. Blekinge                                                                | 1. Blekinge                  | 1. Blekinge             | 1. Blekinge | 1. Blekinge |
| --- | -------------------------------------------------------------------------- | ---------------------------- | ----------------------- | --- | --- |
| Signills bur | 30 meter därav bara 19 meter byggd av människor                            | Ysane 11:1                   | Ysane socken            | Äldre bronsålder | Högen gör ett ståtligt intryck. Den mäter där 4,5 meter i höjd och når 30 meter i genomskärning. Då emellertid undre partiet utgöres av en naturlig sandås, mäter den av människor uppkastade högen blott 19 m i diameter och 2,15 m i höjd.Enligt fornsök är högen av 20 meters diameter och 2,5 meters höjd. Det är alltså tveksamt om högen är en kungshög. Högens undersökning gav fynd från äldre bronsåldern i primärgraven men också från mellersta bronsålder samt en vikingatida efterbegravning (STF årsskrift. Blekinge 1925, T.J Arne, s. 36 ff). En daterbar rakkniv med hästhuvud från period III. Storhögen antyder att platsen möjligen varit ett mindre centrum på Listerlandet under bronsåldern. 60 meter från högarna finns lämningar efter ett antagit kulthus från bronsåldern. I nära anslutning till storhögen finns ytterligare två mindre högar, (RAÄ Ysane12). I Vesan har ett bronssvärd från Montelius period V påträffats vilket understryker att våtmarksoffer förekommit i sjön. |
| De största gravarna i Blekinge är av typen röse se artikeln gravröse. |                                                                            |                              |                         | | |
| 2. Bohuslän |                                                                            |                              |                         | | |
| Granhogen | 30 meter                                                                   | [ 3 ]                        | Högås socken            | 500-talet | I högens mitt en grop, 10×8 m (NÖ-SV) och intill 1 m dj. Intill och på NNÖ kanten av högen går en gammal gärdesväg, som något skadat högens kant. |
| Grönehög | 50 meter                                                                   | Skee nr 950:1                | Skee socken             | 500-talet | Undersöktes 1928 av Sune Lindqvist och gav fynd från folkvandringstid och äldre järnålder. Högen är andra fasen av äldre röse från äldre järnålder. Ligger på gravfält 110×100 meter (NV-SÖ) bestående av 7 högar. |
| 3. Dalarna |                                                                            |                              |                         | | |
| Äxuln är Dalarnas största gravhög och ligger mellan Bysjön och Vassjön. Gravhögen heter Kungshögen men är bara 18 meter i diameter och 1,5 meter i höjd. Den är alltså ingen kungshög enligt denna listas kriterier. |                                                                            |                              |                         | | |
| 4. Dalsland |                                                                            |                              |                         | | |
| Dalsland har ingen kungshög. Kårebyhögen är 24 meter i diameter och även Bergs högar i Mellerud Erikstad 12:1 är 25 respektive 20 meter i diameter. |                                                                            |                              |                         | | |
| 5. Gotland |                                                                            |                              |                         | | |
| Majbacken | 30 meter                                                                   | Garde 24:1                   | Garde socken            | Osäker datering | Storhögen vid Majbacken är av en storlek på gränsen mellan storhög och kungshög med 30 meter i diameter och en höjd på 3,5 meter. I en halvcirkel runt högen ligger låga gravar från järnåldern. |
| Gotland har mest rösegravar. Det tunna jordlagret på ön gjorde att man inte byggde högar i stor utsträckning. |                                                                            |                              |                         | | |
| 6. Gästrikland |                                                                            |                              |                         | | |
| Axmarhögen | 30 meter                                                                   | Hamrånge 127:1               |                         | Graven kan strandlinjedateras till vikingatid. Graven är inte undersökt. Den ligger drygt 12 meter över havets nuvarande nivå. Landet på den här breddgraden höjer sig drygt 60 centimeter per århundrade. Därför vet vi att högen inte kan vara anlagd tidigare än 600 år efter Kristi födelse. | Axmarhögen är Gästriklands största gravhög. Högen är 30 meter i diameter och 2,5 meter hög. Det är troligen en stormannagrav från järnåldern. Gästriklands enda kungshög. Den är aldrig arkeologiskt undersökt. Graven har blivit skadad av äldre skattgrävning. |
| 7. Halland |                                                                            |                              |                         | | |
| Ivars kulle | Övraby socken                                                              | Övraby 5:1                   | 55 meter                | Äldre bronsålder | Belägen på en naturlig kulle, varför högen egentligen bara är 40 meter i diameter och 4 meter hög. Ivars kulle innehöll i gravhögen en skeppssättning från äldre bronsålder. Högen ligger ensam på en framtrådande plats 1 km från Vrangelsro gravfält med flera skeppsformade stensättningar. |
| Hagbards kulle | Årstad socken                                                              | Årstad 37:1                  | 30 meter                | Oklar | Högen ligger på ett mindre gravfält, 90x50 meter som har 5 fornlämningar, 1 hög och 4 runda stensättningar. Högen är 30 meter i diameter och cirka 5 meter hög med avplanad topp. De runda stensättningarna, belägna NV, Ö och S om högen, är 6–13 meter diameter och de är övertorvade. Särestads gravfält i närheten är ett större gravfält från bronsålder och äldre järnålder. Hagbards kulle är den största högen med 30 meters diameter. På gravfältet finns järnåldersgravar som stensättningar, en treudd, och ett 40-tal resta stenar. Högarna kan vara äldre alltså från bronsåldern. Hagbards kulle anknyter till sägnen om Hagbard och Signe men det är bara en folksaga så vem som vilöar i graven är okänt. |
| Stomma kulle | Stafsinge socken                                                           | Stafsinge 1:1                | 35 meter                | | Vid högen fanns en storgård redan under 400-talet e.Kr. som senare utvecklas till handelsplats. Platsen har kontinuitet in i tidig medeltid. |
| Kung Ises hög | Laholm socken                                                              | Laholm 17:1                  | 34/35 meter             | Bronsålder? Järnålder ? | Kung Ises hög är belägen vid Köpinge by på Laholmsslätten norr om Lagan. Högen är cirka 35 meter i diameter med avplanad topp. Vid högen har marken undersökts med metalldetektor varvid aktiviteter avslöjats. Bland annat hittades arabiska mynt sönderklippta. Ett lösfynd ska ha gjorts vid högen en svärdsknapp från äldre bronsåldern men fyndomständigheterna är ytterst oklara så fyndet daterar inte högen till bronsåldern. I högen närhet finns en hög rest sten. |
| Gravhögarna vid Hov | Ysby socken                                                                | Ysby 11:1                    | 30 meter                | Bronsålder? | Hög, 30 meter diameter och 3,5 meter hög. I mitten är en grop, cirka 9 meter diameter och intill 1,5 meter djup från vilken materialet antagligen upplagts vid kanten i öster och väster, där slänterna är brantare - och högen förhöjts. Mindre ytskada runt om slänten. Kantskadad i sydsydöst och västnordväst. Ej undersökt. |
| Tallrikakullen vid Sperlingholm | Övraby socken                                                              | Övraby 9:1                   | 30 meter                | Bronsålder? | Gravhögen som kallas Tallrikkullen är den största högen på ett gravfält, av storleken 240×40 meter, bestående av cirka 6 fornlämningar, varav 2 osäkra. Dessa utgörs av 3 högar och 3 stensättningar. Högarna är 26–30 meter diameter och 2-5 meter höga. 3 stensättningar finns mellan Tallrikakullen och de övriga 2 högarna. Stensättningarna är 15–20 meter diameter och 1–1,5 meter hög. De är samtliga övertorvade och gropiga i ytan. |
| 8. Hälsingland |                                                                            |                              |                         | | |
| Kungshögen | 30 meter                                                                   | [ 6 ]                        | Högs socken             | 200-talet | Gravhögen är en del av en miljö med flera storhögar som anlades under romersk järnålder. I området finns tre bevarade storhögar (RAÄ 49:1, 50:1, 57:1). Den största högen är belägen nära prästgården på östra sidan och det är denna som har namnet Kungshögen (RAÄ 49:1). Högen är undersökt och blev då daterad till 200-talet e.Kr. (Modén 1937). Graven var byggd i flera etapper och har flera begravda personer. Dateringen avser primärgraven alltså den äldsta begravningen i högen. |
| Norrala kungsgård | ? Troligen är denna hög ingen kungshög                                     |                              | Norrala socken          | | Den ursprungliga högen Kungsgården finns sannolikt kvar under den ansenliga kulle där Vasamonumentet står sedan 1773. Högen betecknas 1763 som ”Kungsgårdshögen”, och kallas i en 1800-talsförteckning från Norrala över fornminnen i socknen ”Kungsgårdens Tingshög”. Carl Edvard Bladh ritade 1809 en teckning av Kungsgårdens gästgiveri och gravhögen med Vasamonumentet. Högen' var mindre i omkrets än den nuvarande kullen. Enligt teckningen var högens höjd lägre än den nuvarande kullens. Nils Johan Ekdahl inventering av fornminnen i Hälsingland åren 1827–1830 att högen bara var omkring 1,5 meter hög och 16,2 meter (27 alnar) i diameter. Kungsgårdshögen var alltså den minsta av de fem större gravhögarna i området. De andra högarna är idag bortodlade så deras storlek är okända, |
| 9. Härjedalen |                                                                            |                              |                         | | |
| Härjedalen har inga kungshögar. Under järnåldern, 700–1100 e.Kr., uppstod en högfjällsbosättning i fjälldalarna ovanför Funäsdalen som senare blev fäbodvallar. Ett 60-tal gravhögar finns spridda vid Bruksvallarna, Gammelgruvan, Flon, Ramundberget, Ljungdalen, Skärkdalen och Hamravallen. Ett flatmarksgravfält vid Vivallen är också känt. Gravhögarna ligger på fjällsluttningarna nära trädgränsen eller nere i dalbottnarna. Gravhögarna är välvda jordhögar med en kraftig kantränna. Många högar har spår av skador. Slåtter gav kansker foder till boskap men inget jordbruk bedrevs. Boskapsskötsen kombinerades troligen med jakt då en del av dessa högar ligger nära de stora systemen av fångstgropar. Ålghorn användes då man tillverkade kammar. Hornen kom troligen från nordliga jaktmarker. |                                                                            |                              |                         | | |
| 10. Jämtland |                                                                            |                              |                         | | |
| Gravhögar i Jämtland är inte större än 20 meter i diameter och de större är koncentrerade runt Storsjön med undantag för färre än 10 högar med 10–15 meter i diameter som finns i västra Jämtland mellan Åre socken och Undersåker socken. |                                                                            |                              |                         | | |
| 11. Lappland |                                                                            |                              |                         | | |
| Små gravhögar och stensättningar som oftast kallas skogsgravar, är sällsynta men förekommer oftast på höjdlägen - alltid vid vatten. Ibland är kan de bilda mindre gravfält. Skogslandets gravar är oftast övermossade stenpackningar med högst några meters diameter och ett par decimeters höjd. De är svåra att upptäcka. Storhögar finns inte. |                                                                            |                              |                         | | |
| 12. Medelpad |                                                                            |                              |                         | | |
| Högoms gravfält | 40 meter (max)                                                             |                              | Selångers socken        | 500 e.Kr. | Storhög nummer ett är outgrävd. Storhög nummer två, grävdes ut 1949–1951 av.Sverker Jansson och Dagmar Selling. Högen innehöll ett tre meter högt kärnröse, med 19 meter i diameter med en rest sten på toppen tolkad som fallos. Under röset låg en kammargrav 5x2 meter stor. Kammargraven hade pressats ihop till ett inte mer än decimetertjockt lager. Kammaren göts in i gips och fraktades till Stockholm. Storhög nummer tre grävdes 1960, av Rolf Petré. Högen saknade påvisbar begravning. Den innehöll ett mindre kärnröse, 4,8 meter i diameter och 1,2 meter högt. Ett gravklot 0,5×0,4×0,3 meter i storlek hittades 1 meter ner i graven. Högen var byggd på ett nedbrunnet hus, med lämningar av brända människoliknande benrester. Storhög nummer fyra grävdes ut av Margareta Biörnstad 1956, Högen innehöll två brandgravar var utan kärnröse. Den primära graven innehöll den dödes brända ben i en järnkittel. Den sekundära graven innehöll en vuxen individ, kanske en kvinna att döma av de gravfynd som åtföljde den döda. Under högen låg resterna av ett hus som sannolikt varit knappt 40 meter långt. Högen dateras till åren 400–450. |
| Kvissle-Nolby-Prästbolet | 38 meter största högen                                                     | [ 10 ]                       | Njurunda socken         | Romersk järnålder | Under ett par hundra år uppfördes tolv stora högar, varav den största har 40 meters (38 m ?) diameter och är en av Norrlands största. Då Ostkustbanan byggdes schaktades en av högarna bort. En arkeologisk undersökning utfördes av Arvid Enqvist 1916. Bland fynden fanns provinsialromerskt glas och en Vestlandskittel av brons. |
| TingstagärdesbackenIngår i Kvissle-Nolby-Prästbolet | 38 meter största högen                                                     | [ 11 ]                       | Njurunda socken         | äldre järålder? | Fornlämningsmiljö med ett gravfält med flera storhögar, varav en är Norrlands största. Platsen har en runsten och en tidigmedeltida kyrkoruin sannolikt från en stormannabebyggelse under järnålder och tidig medeltid. Platsen har ett rikt bestånd av husgrundsterrasser, gravgrupper och gravfält från järnålder, med inslag av storhögar på två platser. Ensamliggande storhög vid Tingsta gårdsbacke. Hör samman med Kvissle-Nolby-Prästbolet. |
| Västlandet vid Sundsbruk norr om Sundsvall | 30 meter                                                                   | Skön 94:1                    | Sköns socken            | Odaterad | Rest av hög cirka 30 meter diam och 1,5-2,5 meter hög. Den består vid besiktningen endast av två halvbågformade vallar med ett helt utschaktat mellanliggande mittparti. I de bågformiga vallarnas kanter fanns enstaka 0,3–1 meter stora stenar. Gravanläggning nordväst om högen var borttagna (Winberg 1950 nr 16, 17). |
| 13. Norrbotten |                                                                            |                              |                         | | |
| Sangishögen är en av två gravhögar från brons- och järnålder norr om Örnsköldsvik och båda finns i området vid Kalix. En tolkning av de nordligaste gravhögarna är att det resande möjligen handlare som dött och blivit begravna enligt sina seder. Sangishögen undersöktes 1923 och man hittade en gravlagd man. Han hade begravts med kläder, sköld och svärd. Espinärahögen ligger i ett område utanför Lappträsk där havet bildade en djup skärgårdsvik. På en ö i viken utfördes en för dessa nordliga trakten ovanlig begravningsrit. Espinärahögen har fått namn efter en närliggande gård. Rösen finns i Norrlands kustlandskap av samma tyo som finns i södra Sverige och Finland. |                                                                            |                              |                         | | |
| 14. Närke |                                                                            |                              |                         | | |
| Närke saknar kungs'högar större än 30 meter i diameter. I Svenska Turistföreningen Årsskrift om Närke: "Vi befinna oss utanför Sveaväldets egentliga stambygder. Deras mäktigaste monumentgrupp, kungshögarna, saknar fullödiga representanter i Närke, om än Torshögen vid Skyberga vägskäl i norra delen av Hardemo har ett ståtligt läge och de två kungshögarna vid Konsta i Sköllersta ge stämning och åldersprägel åt den allmänna farvägen från Lännäs och Asker..." Länsstyrelsen beskriver Kånstahögarna. De ligger på var sin sida om väg 52. Gravarna är från järnåldern och förr kallades de för Kungshögarna. Den största av högarna mäter cirka 20 meter i diameter och är 3,5 meter hög medan den mindre norra högen är ungefär 13 meter i diameter och 2,5 meter hög.                              |                                                                            |                              |                         | | |
| 15. Skåne |                                                                            |                              |                         | | |
| Dagshög | 42 meter                                                                   | Västra Karup 136:1           | Västra Karup socken     | Odaterad | Dagshög är den största gravhögen i Skåne. Den har 42 meters diameter och är 5 meter hög. Kränet är avplanat, gropigt 19 meter diameter. Smärre ytskador och kantskador, särskilt i östra delen med tre gropar 6×4 meter och 6×3 meter stora och 0,8, 0,6 och 0,5 meter djupa. I två av dessa brottytor framträder talrika, ofta skärviga stenar 0,2–0,4 meter stora. Från västsydväst leder en övertorvad brygga av högens material i 30-gradig vinkel från markplanet uppåt högen. Den är 21×10 meter stor och går 10 meter in på högen frånvästsydvästra kanten. I högens mittparti syns små skärvstenar som utgör resterna av den bortsprängda anordningen. Skärvstenen är delvis täckt med ett lager grästorvor inom ett område, 4×4 m st. |
| Rönneberga backar | 2 högar med 35 meter i diameter och en med 30 meter i diameter             | Asmundtorp 5:1Asmundtorp 2:1 | Asmundtorps socken      | Odaterade troligen äldre bronsålder | De största högarna är 35 meter i diameter. I mitten finns en grop, cirka 3 meter i diameter och 0,3 meter djup. Enligt Dybeck har högen namnet Höljer Danskes hög. (Holger Danske). Han anför traditionen att konung Höljer Dansk sitter i högen iförd full rustning. Enligt karta 1722 har högen namnet Galgebacken. Gravfältet vid Rönneberga-gården har tolv synliga gravhögar. Längst i nordväst ligger ”Höljer Danskes hög”. Närmast gården ligger sex gravhögar, varav Topphög som också år 35 meter i diameter och 5 meter hög är den största. Det har funnits många fler högar men de är numera försvunna. |
| Kjugekull | 35 meter                                                                   | Kiaby 2:1                    | Kiaby socken            | Odaterad. Det oklart om det är en gravhög eller vårdkasfundament eller haft en motteborg upp på kullen. | Hög, cirka 35 m diameter och 3,5–4,5 m hög. Högen är avplanad upptill och har här en diameter av cirka 17 m. Den avplanade ytan är något ojämn på grund av grävning. I övrigt är högen något ytskadad på grund av stigen och erosionen. I Norr leder en trätrappa upp till högens krön. Cirka 50 meter NV om nr 1 går en vall - liknande anläggning i riktning ÖNÖ - VSV tvärs över krönet och förbinder två relativt branta bergssluttningar. Sannolikt del av hägnad för kreatur. Vallen har en brantare slänt åt nordväst. |
| Kungshögarna i Oxie | 30–26 meter                                                                | Oxie 1:1                     | Oxie Socken             | | Hög, 26–30 meters diameter och 3,5–6 meter hög. Antydan till kantkedja, bestående av 2, 0,2–0,35 meter stora stenar. På toppen av högen lätt förskjuten mot nordnordväst finns en nedgrävning, 10 meter i diameter och 2,10 meter djup, vilken i nordnordväst mynnar ut i en stig. I sydöstra delen av nedgrävningen en 0,9 meter djup lodrät, nyligen företagen nedgrävning. På toppen av högens södra del en triangelpunkt av gjutjärn. 7 meter nordväst om nr 1 finns en andra hög, 20–21 meter i diameter Toppen av högen avplanad och något urskålad inom ett cirka 9×5 meter stort område. Djupet uppgår till 0,4 meter. Högen är kantskadad i väster. |
| Rolfshögarna | 29 meter                                                                   | Fjälkestad 3:1-3:3           | Fjälkestads socken      | | Tre högar på rad 29, 24 och 18 meter i diameter |
| Bolmers högar (Mellan-Grevie 1:1) i Steglarps gravfält är 26 meter i diameter. Bolmers högar är två stora gravhögar. De ligger på en höjd och är 26 respektive 25 meter i diameter och 4,5 respektive 4 meter höga. De två gravarna utgör norra delen av Steglarps gravfält, vilket omfattar tolv gravhögar troligen från bronsåldern. Övriga högar är något mindre, omkring 15-20 meter i diameter, och ligger i Fuglie socken Trelleborgs kommun. |                                                                            |                              |                         | | |
| Kung Borres hög i Östra Sönnarslöv ( RAÄ 7:1) är en storhög med cirka 20 meters diameter. |                                                                            |                              |                         | | |
| 16. Småland |                                                                            |                              |                         | | |
| Inglinge hög | 37 meter (35?)                                                             | [ 15 ] [ 16 ]                | Östra Torsås            | 500-600-talet e.Kr. Nerman daterar graven till bronsålder. | Inglinge hög är Smålands största gravhög. Den är belägen på ett gravfält som omfattar ungefär 130 fornlämningar. Ovanpå högen står en rest sten och framför denna ett stort ornerat klot av granit. Inglinge hög har troligen tillkommit under 500–600-talen efter Kristus. På det omgivande gravfältet finns ett röse som kan härröra från bronsåldern. De övriga fornlämningarna utgörs av högar, stensättningar, därav flest ovala, 2 skeppssättningar och 3 enstaka resta stenar. Gravfältet har tillkommit under järnåldern, vilket även arkeologiska fynd talar för möjligen med någon enstaka grav från bronsåldern |
| De så kallade kungshögarna vid Gamleby är under 20 meter i diameter och är alltså inte några kungshögar i meningen över 30 m i diameter.Sagaholmshögen vid Jönköping var lite drygt 20 meter i diameter alltså en storhög men ingen kungshög. |                                                                            |                              |                         | | |
| 17. Sörmland |                                                                            |                              |                         | | |
| Hunehögen vid Hundhammar | 46 meter                                                                   | Botkyrka 8:1                 | Botkyrka socken         | 700-talet e.Kr. | Den största högen är storhög sex meter hög och har en diameter av 46 meter. Det är Södermanlands näst största gravhög efter Uppsa kulle i Runtuna socken. Storhögen undersöktes 1939 och sju gravar hittades i den. De kunde dateras till 650- 700-talet. I en av gravarna, centralgraven, hittades en man som blivit begravd tillsammans med svärd med hjalt av guld, och svärdsslida med beslag av silver och förgyllt brons. |
| Ingjaldshögen | 30 meter                                                                   | Vansö 59:1                   | Fogdö socken            | Troligen yngre järnålder | Ingvaldshögen är 30 m diameter och 3–5 meter hög. Högens mittparti är urholkat intill 1,5 meters djup. Högen ligger på ett gravfält, cirka 130×70 meters utbredning, bestående av cirka 37 fornlämningar. Dessa utgörs av Ingjaldshögen och cirka 30 runda stensättningar och en kvadratisk stensättning, en rektangulär stensättning, 2 treuddar och 2 resta stenar. |
| Kung Blackes hög | 30 meter                                                                   | Blacksta 4:1                 | Blacksta socken         | Yngre järnälder | Området av riksintresse i Blacksta var ett tydligt maktcentra under yngre järnålder, med strategiska fornborgar som bevakar inloppet till Blacksta. Byarna har stora gravfält. Det fanns ursprungligen två storhögar, idag är endast Kung Blackes hög kvar. Runstenar är resta vid vägar som leder in till bygden. På gravfältet vid Blacksta ligger storhögen Kung Blackes hög, som är cirka 30 meter i diameter och 4 meter hög. Vid Bjudby har det funnits ytterligare en storhög som försvann under 1800-talet |
| Kung Inges hög (Grundby Limpa) på ett gravfält, | 40 meter                                                                   | Vallby 36:1                  | Vallby socken           | Yngre jörnålder | Gravfältet har en utbredning på 260×190 meter i nordväst-sydöst, och består av cirka 100 fornlämningar. Dessa utgörs av 25 högar, cirka 70 runda stensättningar, 4 treuddar samt 1 rest sten. En hög, kallad Kung Inges hög, är en kungshög med cirka 40 meters diameter och cirka 5 meter hög. De övriga högarna är 5–10 meter diameter och 0,5–1,2 meter hög.Topparna på högarna är i en del fall avplanade. Runt den största högen är ett antal gropar, cirka 1 meter i diameter och 0,4 meter djupa, med 6–8 meters mellanrum. Storhögen har i mitten en grop, 8×6 meter och 0,8 meter djup. |
| Uppsa kulle | 55 meter                                                                   | Uppsa kulle                  | Runtuna socken          | Yngre järnålder ? | Uppsa kulle är Södermanlands största kungshög med en diameter på 55 meter och en höjd på drygt nio meter. På toppen av högen har enligt äldre skrifter, bland annat från år 1683, varit rest en stor stenhäll. Högen antas vara från järnåldern, och är enligt en tradition grav för Östen Adilsson, stupad cirka år 550 på Bråviken och höglagd vid "Lofundi" möjligen Lövsund (fornminnesregistrets uppgift). Andra sägner har knutit sagokungen Ingjald Illråde till graven, han ska ha stupat vid Runnviken. Uppsa kulle har aldrig undersökts närmare arkeologiskt. Båda dessa traditioner är osäkra. Uppsa kulle har krävt omkring 9 000 kubikmeter jord, grus och sten som fyllning och kan ha krävt cirka 10 000 dagsverken för att byggas med träspadar. |
| Viggebyhögen | 35 meter                                                                   | Kärnbo 112:1                 | Kärnbo socken           | Osäker Yngre järnålder? | På Viggebys ägor finns flera fornminnen, ett gravfält med flera stensättningar, en runsten (Sö 183) och en gravhög från järnåldern, som ligger strax intill runstenen. Gravhögen är en av de största i Södermanland. Den är cirka fyra meter hög och har en diameter på cirka 35 meter. |
| 18. Uppland |                                                                            |                              |                         | | |
| Assurs hög |                                                                            |                              | Bro socken              | | |
| Björnshögen |                                                                            |                              | Munsö socken            | | Högen belägen på Munsö |
| Blotsvens hög, |                                                                            |                              | Tillinge socken         | | (storhögskomplex) |
| Broby Tillunge |                                                                            |                              | Tillinge socken         | | (storhögskomplex) |
| Broby Börje |                                                                            |                              | Börje socken            | | |
| Broby hög,Funbo |                                                                            |                              | Funbo socken            | | (kungshög) |
| Brunnshögen |                                                                            |                              | Husby-Långhundra socken | | |
| Dragshögen |                                                                            |                              | Övergrans socken        | | även Drakshögen, Drakhögen |
| Finnshögen |                                                                            |                              | Lillkyrka socken        | | (kungshög) |
| Eskesta |                                                                            |                              | Tierps socken           | | (storhögskomplex) |
| Finnshögen, |                                                                            |                              | Lillkyrka socken        | | (kungshög) |
| Fröslunda, |                                                                            |                              | Altuna socken           | | (storhögskomplex) |
| Gamla Uppsala högar |                                                                            |                              | Gamla Uppsala socken    | | 5 kungshögar och minst 3 storhögar |
| Gullhögen, Husby-Lyhundra socken |                                                                            |                              | Husby-Lyhundra socken   | | kungshög |
| Hakes hög, |                                                                            |                              | Hacksta socken          | | kungshög |
| Haraldshögen |                                                                            |                              | Svinnegarns socken      | | kungshög |
| Horsberget |                                                                            |                              | Lena socken             | | kungshög |
| Hov, Rasbo socken (storhögskomplex) |                                                                            |                              |                         | | storhögskomplex |
| Hovgården, Adelsö |                                                                            |                              | Adelsö socken           | | storhögskomplex |
| Hågahögen |                                                                            |                              | Bondkyrko socken        | | Hågadalen, Uppsala, är ett undantag på grund av sin höga ålder, sen bronsålder |
| Högby hög, |                                                                            |                              | Lagga socken            | | kungshög |
| Jättehögen |                                                                            |                              | Lagga socken            | | |
| Kungshögen |                                                                            |                              | Uppsala stad            | | |
| Kungshögarna, |                                                                            |                              | Häggeby socken          | | storhögskomplex |
| Kungshögen |                                                                            |                              | Bro socken              | | kungshög |
| Kvarnkullen, Altuna socken |                                                                            |                              | Altuna socken           | | kungshög |
| Köhögen |                                                                            |                              | Orkesta socken          | | kungshög |
| Ljushögen |                                                                            |                              | Markims socken          | | |
| Margonas hög |                                                                            |                              | Uppsala stad            | | |
| Nordians hög |                                                                            |                              | Norrsunda socken        | | Rosersberg kungshög |
| Ottarshögen |                                                                            |                              | Vendels socken          | | kungshög |
| Odenshögen |                                                                            |                              | Odensala socken         | | |
| Rinkers gravhög |                                                                            |                              |                         | | i Rinkeby utanför Stockholm |
| Runsahögen |                                                                            |                              | Eds socken              | | kungshög |
| Råby hög, |                                                                            |                              | Biskopskulla socken     | | kungshög |
| Rölundahögarna i Häggeby socken |                                                                            |                              |                         | | |
| Sanda hög |                                                                            |                              | Låssa socken            | | |
| Sjökullarna |                                                                            |                              | Vada socken             | | storhögskomplex |
| Storhögen |                                                                            |                              | Lagga socken            | | |
| Strömsberg hög, |                                                                            |                              | Norrsunda socken        | | kungshög |
| Tegelkullen |                                                                            |                              | Bälinge socken          | | kungshög |
| Toris hög |                                                                            |                              | Torstuna socken         | | kungshög |
| Ubbos hög |                                                                            |                              | Uppsala stad            | | |
| Vadbackahögen, |                                                                            |                              | Läby socken             | | kungshög |
| Valanders hög |                                                                            |                              | Ärentuna socken         | | kungshög |
| Vallskog |                                                                            |                              | Bälinge socken          | | (kungshög) |
| Vibyhögen |                                                                            |                              | Kalmar socken,          | | bortgrävd |
| 19. Värmland |                                                                            |                              |                         | | |
| Olof Trätäljas hög | 43×33 meter ej rund                                                        | By socken 25:1               | Säffle By socken        | Sen järnålder | Olof Trätälja var son till Ingjald Illråde. Han bosatte sig efter faderns död i Värmland där han bröt mark och skapade sig en ställning. Högen i Säffle är ovanligt stor och dateras till yngre järnåldern, troligen senare delen av denna period (600–1050 e.Kr.). |
| Kungshögen Nysäter | 40 meter                                                                   | Gillberga socken 10:1        | Gillbega                | Sen järnålder? | Kungshögen är en av de tre gravhögar som utpekats som grav åt Olof Trätälja, Högen är cirka 40 meter i diameter, belägen på en mindre höjd på sluttningen mot vattnet. Högens storlek och läge pekar mot att en betydelsefull person är gravlagd i högen. Tidigare låg Kungshögen på ett gravfält som har förstörts. Vid utgrävningar i en förstörd grav påträffades föremål som daterades till vikingatiden. Kungshögen kan också vara från vikingatiden. Högen har senare troligen varit en samlingsplats. |
| 20. Västerbotten |                                                                            |                              |                         | | |
| I Västerbotten finns endast enstaka högar och ingen kungshög. Däremot finns gravrösen från bronsåldern längs kusten. |                                                                            |                              |                         | | |
| 21. Västergötland |                                                                            |                              |                         | | |
| Krusekulle | 40 meter                                                                   | Gudhem 174:1                 | Gudhem socken           | Ej fornlämning | Enligt Fornsök: Högliknande bildning, ca 40 meter diameter och cirka 4 meter hög. I ytan enstaka 0,2-1,0 meter stora stenar, samt ett 20-tal grävda gropar, samt i sydväst en grävd jordkällare. Groparn har med rimlig säkerhet varit använda som potatisgropar eller för annan förvaring. De är 2-5 meter diameter och 0,3-0,7meter djupa. Högen är med största sannolikhet en naturlig formation trots att form och utseende är fornminneslika. Troligen är det kullen som gett namn som sedan har övertagits av bebyggelsen. Kullen är beväxt med lövskog. |
| Myrshögen | 70 meter                                                                   | RAÄ:Gudhem 290:1             | Gudhem socken           | Ej fornlämning : Naturbildning med bruk, tradition eller namn | Enligt Fornsök: Kulle av grus eller morän, ca 70 meter diameter och 10-15 meter hög. Tydligt och markant avsatt från omgivningen. Beväxt med blandungskog. Inga tecken på fornlämningar synliga. Enligt ägaren, godsägaren Forendal, är detta med största sannolikhet den kulle, som i äldre upp- teckningar är känd som ättebacke under namnet Morshög (även Appetehög). Den nämnes tillsammans med Mors- eller Myrshögen (Gudhem nr 199) såsom liggande norr om Forentorp. Den allmänna men något felaktiga lokaliseringen är förklarlig genom att denna markl änge hört till Forentorp. Tid uppteckningar |
| Skalunda hög | 65 meter                                                                   |                              | Skalunda socken         | | Skalundahögen ligger 250 meter nordväst om kyrkan. Det är en av de största gravhögarna i Sverige. Den mäter 65 meter i diameter och är 7 meter hög. Gravhögen utpekades 1956 av Birger Nerman som den sannolika platsen där Beowulf, en geatisk sagokung, skulle ligga begraven. Nermans utpekande saknar vetenskapligt stöd. Gravhögen är inte utgrävd, men C14-undersökningar från markytan har daterat graven till c:a 600-talets början. Intill högen finns också en domarring som består av sju klumpstenar i cirkel. Domarringens diameter är tio meter. 400 meter sydöst om kyrkan finns en gravhög som benämns Kung Skjolms hög. Den är 25 meter i diameter och 2,5 meter hög. . |
| Tun | Stenkullen Röse 6o meter Gravhög 30 meter                                  | Tun RAÄ 5:1 Tun RAÄ 1:3      |                         | Yngre järnålder (högen inte röset) | På en höjdrygg vid Tun ligget ett av Sveriges största bronsåldersrösen kallat Stenkullen. Det mäter 60 meter i diameter och är sju meter högt. Runt röset finns ett brätte, troligen 10–15 meter brett. Stenkullen är inte undersökt. Röset visar att Tuns långa historia går tillbaka ända till bronsåldern. Vid Tuns kyrka, några hundra meter norr om det stora röset, ligger ytterligare en imponerande 30 meter bred och fem meter hög gravhög, troligen från yngre järnåldern. Graven kan ha ingått i ett gravfält. Teckningar från 1600-talet visar ytterligare en stor gravhög i Tun. Den högen låg på kyrkogården. På högen fanns då ett klocktorn. Högen är 30 meter i diameter och 5,0 meter häg. Kantkedjan bäst synlig i SV, 0,6 meter häg, av 0,6-1,3 meter stora stenar. I norr är kantkedjan och fyllning delvis utrasade. Ett cirka 4-5 meter brett parti är bortgrävt vid kanterna i N-NÖ-Ö. Högen är bevuxen med ek, lönn och björk. |
| Ås | 50 meter                                                                   | RAÄ:Ås 7:1                   | Ås socken               | Järnålder | Högen är nästan rund, ca 60 x 55 m meter i diameter och cirka 2,5 meter hög. Högen är flackt välvd med en plan ovansida. Högen är otydligt begränsad. Högen ligger på kyrkogård med gravar. Markytan är omgrävd och den ursprunglig yta kan inte identifierar någonstans. På högen är Ås kyrka byggd och i högens övre del finns gravlämningar från kyrkogården under senare tid. Även en klockstapel står på gravhögen sydväst om kyrkan. Vid provgrävning i högen i september 1982 påträffades på cirka 2,5 meters djup en stenpackning ovanpå ett lager med ljung. I detta lager påträffades sot, kol och aska, brända ben samt tre eldpåverkade järnnitar. |
| Hullsjö | 35 meter                                                                   |                              | Hullsjö socken          | Järnålder ? | Hullsjö bo benämndes ett så kallat bo i Västergötland. Det omfattade Väne, Flundre, Ale härader vid Göta älv samt Bjärke häradlängre mot sydost. Hullsjö by låg vid Hullsjöns västra strand. Byn hade en kungsgård och kyrka. I socknen finns en hög med namnet Kungshögen med en diameter om 35 meter. Graven är bara 1 meter hög idag eftersom den brukas som åkermark. Platsen har ett dominerande läge inte långt från Hullsjöns strand. Ett munbleck från 500-talet som tillhört en svärdsskida har hittats vid Kungshögen. Hullsjön är förbunden med Göta älv via Stallbackaån. |
| Överby | 50 meter                                                                   |                              | Trollhättan             | | Bortodlad |
| Larva bäsing | 30 meter                                                                   | Larv RAÄ 22:1                | Larvs socken            | Troligen yngre järålder | Kungsögen ligger på ett gravfält. Högen är 30 meter i diameter och 5 meter hög. Högen har branta sidor, med enstaka synliga stenar. På toppen av högen en mindre grop med 6 meters diameter och 0,5 meter djup. En stig leder upp på toppen från norr, kanten är något nedsjunken kring denna. |
| Forsby kungshög | 45 meter                                                                   | Forsby RAÄ 48:1              | Forsby socken           | Troligen yngre järnålder | Forsby kyrka byggdes vid en plats som man redan använts för att begrava sina döda i hednisk tid. Forsby kyrka är uppförd på en gravhög från järnåldern som är hela 40-45 meter i diameter. |
| Kung Ranes hög vid Flistads kyrka har en diameter på 25-26 meter och är alltså inge kungshög trots namnet. Ingatorp har ett större röse från bronsåldern som har utpekats som kung Inge grav vilket inte är riktigt. Röset är från bronsåldern och kung Inge var tidigmerdeltida kung i Sverige. Se RAÄ: Gudhem 141:1 |                                                                            |                              |                         | | |
| 22. Västmanland |                                                                            |                              |                         | | |
| Anundshögen | 60 meter enligt fornminnesinventeringen. 64 meter enligt fastighetsverket. | Västerås 431:1               | Västerås                | Yngre järnålder | Anundshög (eller Anunds hög) är namnet på en storhög i utkanten av Västerås, Badelunda socken, Västmanland, som gett namn åt området högen ligger i. Högen är en av Sveriges största gravhögar. Anundshög är 8 meter hög och 60 meter i diameter enligt fornsök. Högen har avplanat topp med spår av en rovgrävning. |
| Grytahögen utanför Västerås | 41 meter                                                                   | Västerås 454:1               | Västerås                | Yngre järnålder? | Högen ligger på ett mindre gravfält med 4 runda stensättningar och en rest sten. Högen, är 41 meter diameter och 6 meter hög. Gravfältet är skyltat av RAÄ. Enligt upplysningsskylten har några gravar undersökts, vilka daterades till yngre järnålder. Grytahögen ligger utmed gamla Eriksgatan liksom flera andra storhögar som Ströbohög i Köping och Anundshög i Västerås till Östens hög vid Sagån. |
| Ströbohög | 40 meter                                                                   | Köping 56:1                  | Köping socken           | Yngre järnålder | Ströbo hög är en kungshög nordväst om Köping invid länsväg 250 mot Kolsva. Högen är 40 meter i diameter och cirka 10 meter hög. Den är en av de större högarna i landet. Högen låg där den medeltida Eriksgatan och transportvägen till Bergslagen gick invid kungsgården i Strö. Fynd i högens närhet från järnåldern gör en datering dit trolig för högen. Högen räddades från att schaktas bort av Richard Dybeck. Tidigare anlades Valborgsmässoeldar på högens krön. |
| Östens hög | 60 meter                                                                   | Björksta 106:1               | Björksta socken         | Järnåldern troligen yngre järnåädern | Östens hög är en gravhög från järnåldern i Östanbro. Högen är fem meter hög och 60 meter i diameter och en av de största storhögarna i Mälardalen. Högen ligger strax söder om E18 vid Sagån, vid gränsen till Enköpings kommun, strax efter avfarten mot Ängsö och Hummelsta, på vänster sida av vägen mot Hummelsta. I högens omgivning finns flera andra gravhögar samt gravfält, boplatser och fornborgar. Hög har traditionellt förknippats med sagokungen Östen av Ynglingaätten. |
| 23. Ångermanland |                                                                            |                              |                         | | |
| Storhögen Hov Härnön | Den största högen hade cirka 40 meters diameter                            |                              | Härnö socken            | Järnålder | Vid älvmynningarna uppstod hövdingagårdar, som kontrollerade handeln på älven. På Härnön kontrollerade gården Hov troligen handeln på Ångermanälven (kanske mest pälsar).Ett tecken på hövdingens makt var de monumentala gravhögar som anlades vid gården, troligen under folkvandringstid, 400–600 e.Kr. Den största var 40 m i diameter och 5 m hög. Den låg uppe på krönet vid nuvarande Mitthögskolan, kallades under 1700-talet Storhögen, men grävdes bort under 1800-talet. Det fanns fyra stora högar på platsen. |
| Gudmundshögen Frånö | 25–30 meter i diameter                                                     | Kramfors 1;1                 | Kramfors                | Äldre järnålder | Hög, 25–30 m diam och 4,5 m hög. Starkt skadad på alla sidor. I nordväst och väster är två källare inbyggda i högen. Södra kanten är skadad av väg. I östsluttningen finns ett antal stenar, 0,5–1 meter stora. På den västnordvästra delen av toppen är ett järnrör nedgrävt. Ekdahl omtalar i ett manuskript i ATA från 1827.1830 att man i högen hittat en sporre som skickats till Stockholm. |
| Frånöhögarna (4 st) har 2 av Ångermanlands större gravhögar och de uppfördes sannolikt under tidig järnålder före år 550. Tre av högarna ligger på tomtmark i samhället, och en fjärde inne i en skogsdunge mellan bostadsområdena. Den största kallas Gudmundshögen (se ovan) medan den minsta är 1,4 meter hög och mäter cirka 14 gånger 9 meter. Gravhögarna låg ursprungligen intill en skyddad vik av Ångermanälven, där även hamn och handelsplats kan ha funnits. Gamla sägner gör gällande, att bygdens namngivare Gudmund är gravsatt i en av dem. Gudmund ska enligt dessa muntliga sägner ha varit en storman, som grundande flera byar vid älvens sydsida. Han ska ha haft sitt högsäte vid nuvarande Gallsätter.                                                                                      |                                                                            |                              |                         | | |
| Högen vid Tingsnäsgården i Lugnvik är en storhög 24 meter diameter och 2–2,5 m h, högst i väster och lägst i öster. I ytan enstaka stenar, 0,2–1 meter stora. I mitten en grop, 12×10 meter i Ö-V) och 1,5 meter djup. Östra kanten av högen är borta, intill 5 meters längd i N-S. Resterande fyllning i gropen är delvis övermossad samt övertorvad och består av sand, grus samt sten, 0,1–1,2 m stora vanligen 0,3–0,6 m stora Över högens västra del går en stig. Intill och i branten nedanför högens östra del ligger utrasad sten, vanligen 0,3–0,6 meter stora. Dessa härrör sannolikt från graven. |                                                                            |                              |                         | | |
| 24. Öland |                                                                            |                              |                         | | |
| Tjus hög eller Tjushög | 50 meter                                                                   | RAÄ:Gärdslösa 108:1          | Gärdlösa socken         | Äldre bronsålder ? Ej undersökt | Tjus hög ligger i sjömarkerna öster om Tjusby och Störlinge i Gärdslösa socken. Den är Ölands största gravhög. Hög, cirka 50 meter diameter, 5 meter hög. Kantkedja? rest av 0,5 meter hög, av 0,8–1,25 meter stora stenar. Krönet är avplanat, cirka 15 m diameter, kraftigt ytskadat liksom högens V slänt. Över högens västra del går en stenmur. |
| Mysinge hög | 45 meter                                                                   | RAÄ Resmo 40:1               | Resmo socken            | Bronsålder ? Ej undersökt men undersökt med geo-radar som visade att högen har ett kärnröse. | Mysinge hög är största högen på gravfält strax norr om byn Mysinge. (jämför Tjus hög). Den näst största högen på gravfältet kallas Gynge hög och är 29 meter i diameter och 1,7 meter hög. Gravfältet består av åtta högar, 45 runda stensättningar, en treudd, en rest av en domarring, två omkullfallna resta stenar och tre kantställda hällar (så kallade flisor). Ingen av gravarna är utgrävda men fynd från yngre bronsåldern har påträffats i ett gammalt grustag i områdets norra del. |
| 25. Östergötland |                                                                            |                              |                         | | |
| Ledbergs kulle | 40 meter                                                                   | Ledberg 5:1                  | Ledberg socken          | Yngre järnålder | Kullen är över 40 meter i diameter och 6–7 meter hög. På toppen finns en grund grop, cirka 2 meter i diameter. Gravhögen är inte utgrävd. Två mindre provschakt 1982 vid högens gräns mot landsvägen tillvaratog endast kol och gav en kol-14-datering till tiden 780–990 cal AD. 2005 avsöktes närområde med metalldetektor. Ett område upp till 200 meter från högen kontrollerades utan att äldre fynd gjordes. Tidigare har dock intill högen påträffats en frankisk fingerring av guld från 600-talet. |
| Sättuna hög | 35 meter                                                                   | Kaga 10:1                    | Kaga Socken             | Högen är inte utgrävd men ligger på platsen för en större central boplats från yngre järnålder | Hög, 35 meter i diameter och 4,5–5 meter hög. Nutida stenskoning, 0,8–1,5 meter av 0,5–1,0 meter stora stenar. Svacka i mitten, 10 meter i diameter och 0,8 meter djup I anläggningens östra del finns en grop, 10×7 meter i öst/väst och 1–1,5 meter djup. På den sentida stenskoningen upplagd odlingssten. I stenskoningens östra del är en öppning med två grindstolpar av gråsten intill 1 meter höga. |
| Lustigkullen | 37 meters diameter                                                         | Sjögestad 26:1               | Sjögestad socken        | Restaurerad 1992 | Hög ursprungligen 37 m diameter och 4 meter hög. Beskrivning före restaurering. Inga synliga stenar i ytan. Tvärs över högens västparti går i riktning NNV-SSÖ en vägbank uppschaktad av 10–12 meters bredd och intill 4 meter hög från väster. Omedelbart intill kanten i östra partiet är kanterna bortodlade upp till 1–2 brett i åkermark. Härav är högens ursprungliga storlek svår att bedöma. Ytan är skadad på krönet och i väster men nästan hela massan torde kvarligga. Vid restaurering 1992 konstaterades att högen varit 37 meter i diameter och cirka 4 meter hög. |
| Jussbergs kulle | 30-35 meter                                                                | Heda 37:3                    | Heda socken             | Bronsålder?? | Gravgrupp på en höjd av tre högar, varav 2 mindre och en kungshög cirka 35 meter i diameter med två resta stenar närmast kungshögen. I närheten finns ett större järnåldersgravfält se Jussberg |
| Diseveds kulle | 25-40 meter oklar avgränsning                                              | Heda 5:1                     | Heda socken             | Ej undersökt. Ligger i ett område med stora bronsåldershögar och har rundad form. | Hög, rund cirka 25 meter diameter med något oklar begränsning på grund av att högen är upplagd på en bergklack och med cirka 4 meters höjd. Nerman uppger 40 meter. |